# Pico Iyer
Pico Iyer (Oxford, 1957) is een Engels schrijver en essayist.

## Opleiding
Pico Iyer won hij een studiebeurs van Eton College en studeerde daarna aan de Universiteit van Oxford. Hij slaagde met een Congratulatory Double First, waarna hij les gaf in schrijven en literatuur aan de Harvard-universiteit.

## Werk
Vanaf 1982 werkte hij voor Time Magazine, waar hij schreef over wereldpolitiek en reisde hij naar verschillende landen in de wereld, zoals Noord-Korea, Paaseiland, Paraguay, Ethiopië, enz. Hij schreef elf boeken, waarvan negen non-fictie en twee fictie. Zijn boeken werden vertaald in onder meer Turks, Russisch en Indonesisch. Vervolgens ging hij bij zijn Japanse partner Hiroko Takeuchi in Nara in Japan wonen; over haar schreef hij The Lady and the Monk: Four Seasons in Kyoto. Samen kregen ze twee kinderen.
Naast boeken schreef Iyer rond honderd artikelen voor verschillende magazines. Naast Time, schreef hij over literatuur voor The New York Review of Books, over mondialisering voor Harper's Magazine, over reizen voor de Financial Times en over een aantal verschillende zaken voor The New York Times, National Geographic, The Times Literary Supplement en meer.